# Чабышевка
Чабышевка (устар. Чебышевка) — река в Ивановской области России, правый приток Волги. Впадает в Горьковское водохранилище.

## Описание
Протяжённость — 6 км.
Берёт своё начало в 1,5 километрах от деревни Лямтюгино на высоте 110 м над уровнем моря и протекает по Пучежскому району Ивановской области. Высота устья — 84 м.
На берегу реки расположены следующие деревни (от устья к истоку): Кошелево, Васильково, Воронцово, Нижнее Чабышево, Верхнее Чабышево(нежилое), Арефинская, Лямтюгино, Шепелиха.
Река с преобладающим грунтовым питанием. Питается родниками и впадающими в неё ручьями: ручей у деревни Нижнее Чабышево, ручей у деревни Воронцово, ручей у деревни Слиньково и Душино.

## Исток
Исток реки Чабышевка частично пересыхает летом, сокращая общую длину реки до 5 — 5,5 км.

## Судоходство
Река не судоходная даже для маломерных судов, большая часть русла реки перекрыто бобровыми плотинами. В устье река расширяется до 50 метров, но песчаная коса между Горьковским водохранилищем и устьем препятствует захождению судов в реку

## Устье
Устье реки Чабышевка образует большую песчаную косу между руслом реки Чабышевка и Горьковским водохранилищем и признано памятником природы регионального значения

## Данные водного реестра
По данным государственного водного реестра России относится к Верхневолжскому бассейновому округу, водохозяйственный участок реки — Волга от города Кострома до Горьковского гидроузла (Горьковское водохранилище), без реки Унжа, речной подбассейн реки — Волга ниже Рыбинского водохранилища до впадения Оки. Речной бассейн реки — (Верхняя) Волга до Куйбышевского водохранилища (без бассейна Оки).
Код объекта в государственном водном реестре — 08010300412199000000660.

## Фотографии

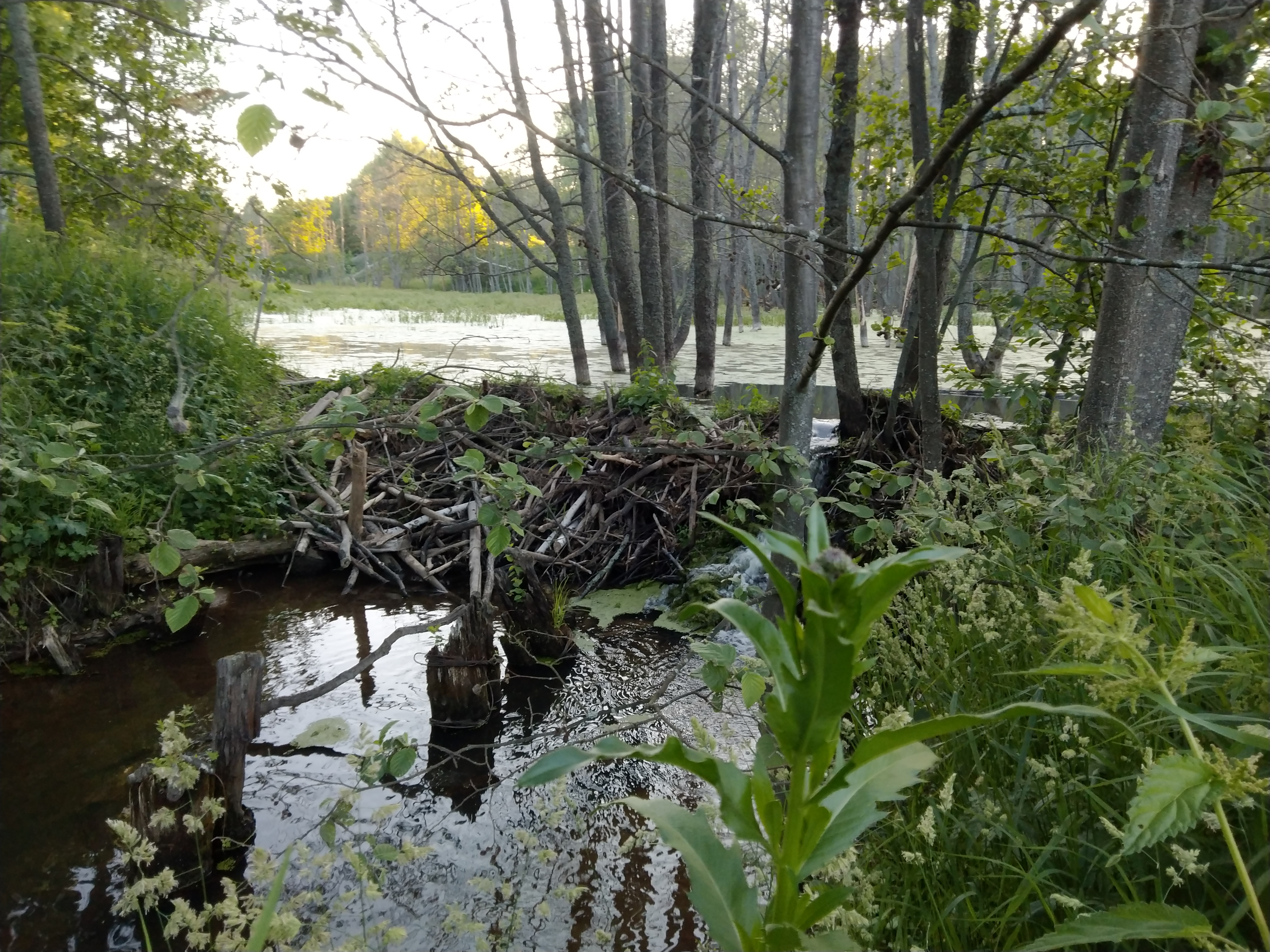
Бобровая плотина на реке Чабышевка у деревни Нижнее Чабышево
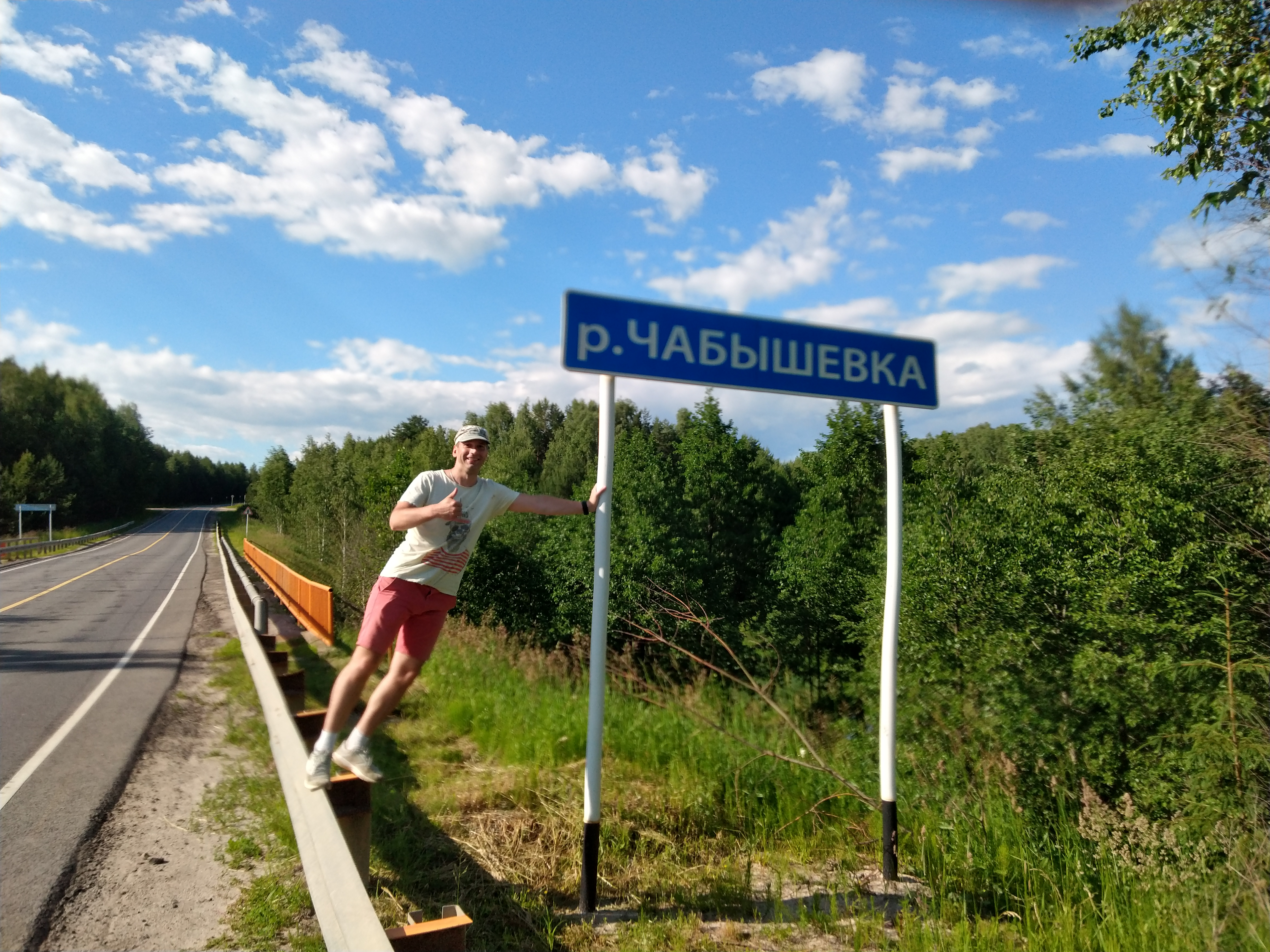
Автомобильный мост автодороги 24к-108 участок Пучеж — Юрьевец через реку Чабышевка
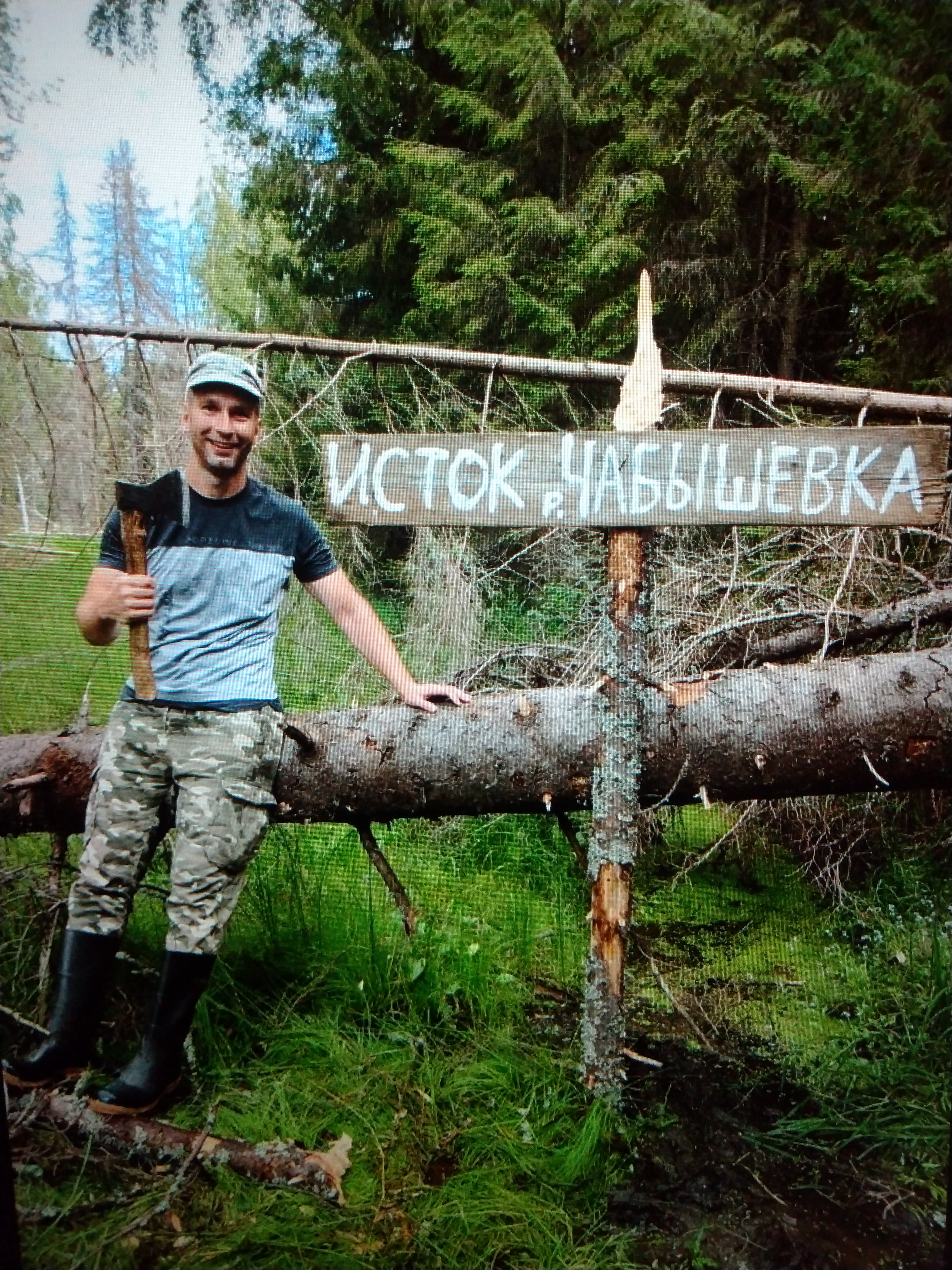
Исток реки Чабышевка